# Vincent Pérez
Vincent Pérez (Lausana, 10 de junio de 1964) es un actor y director suizo de ascendencia española y alemana.

## Biografía
Su padre es natural de la localidad valenciana de Puebla Larga. Es el segundo de tres hermanos. 
Con 18 años se fue a Francia. 

## Carrera
Quiso estudiar bellas artes antes que arte dramático, pero al final se decantó por la actuación y comenzó a estudiar en Ginebra, luego en el Conservatorio de París y L'École des Amandiers en Nanterre. 
Ha participado en varias películas francesas y estadounidenses como Le Libertin o The Crow: City of Angels.

## Filmografía

### Actor
- Piège à flics (1985, TV)
- Guardian of the Night (1986)
- Hôtel de France (1987)
- The House of Jade (1988)
- Hamlet (1990, TV)
- Cyrano de Bergerac (1990)
- The Voyage of Captain Fracassa (1991)
- Snow and Fire (1991)
- Cendre d'or (1992)
- Indochina (1992)
- Fanfan (1993)
- La reina Margot (1994)
- Beyond the Clouds (1995)
- Line of Life (1996)
- The Crow: City of Angels (1996)
- El hombre que vino del mar (1997)
- On Guard (1997)
- Those Who Love Me Can Take the Train (1998)
- Shot through the heart (1998, TV)
- The Treat (1998)
- Talk of Angels (1998)
- Time Regained (1999)
- Marry Me (2000)
- Le Libertin (2000)
- Soñé con África (I Dreamed of Africa) (2000)
- Love Bites (2001)
- Bride of the Wind (2001)
- Queen of the Damned (2002)
- The Pharmacist (2003)
- Happiness Costs Nothing (2003)
- Fanfan la tulipe (2003)
- Je reste! (2003)
- The Car Keys (2003)
- Bienvenue en Suisse (2004)
- New France (2004)
- Frankenstein (Evolution) (2004)
- Arn: The Knight Templar (2007)
- Paris enquêtes criminelles (2007)
- Bruc, el desafío (2010)
- Las líneas de Wellington (Linhas de Wellington) (2012)
- At Eternity's Gate (2018)
- The Aeronauts (2019)[1]
- La Frontera (2025, TV)

### Director
- L'Échange (1992, corto)
- Rien à dire (1999, corto)
- Scénario sur la drogue (2000, corto)
- Peau d'ange (2002)
- The Secret (2006)
- Alone in Berlin (2016)